# Gorenji Vrh pri Dobrniču
Gorenji Vrh pri Dobrniču – wieś w Słowenii, w gminie Trebnje. W 2018 roku liczyła 53 mieszkańców.